# Derbi aragonés
Se conoce como derbi aragonés a los enfrentamientos de fútbol que se realizan entre la Sociedad Deportiva Huesca y el Real Zaragoza. La rivalidad existente entre los clubs más representativos de ambas ciudades se remontan a la época entre 1948 y 1951 y que enfrentaron a la Unión Deportiva Huesca (en lugar de la SD Huesca) y al Zaragoza CF.
El derbi aragonés ha tenido como escenarios cuatro campos de fútbol, dos en la ciudad de Huesca (Estadio de San Jorge y El Alcoraz) y dos en Zaragoza (Campo de Torrero y La Romareda).

## Enfrentamientos oficiales

### Segunda División
| Local         | Resultado | Visitante     | Fecha                   | Temporada |
| ------------- | --------- | ------------- | ----------------------- | --------- |
| Real Zaragoza | 2 – 2     | SD Huesca     | 6 de diciembre de 2008  | 2008-09   |
| SD Huesca     | 0 – 1     | Real Zaragoza | 9 de mayo de 2009       | 2008-09   |
| Real Zaragoza | 3 – 3     | SD Huesca     | 3 de enero de 2016      | 2015-16   |
| SD Huesca     | 1 – 1     | Real Zaragoza | 26 de mayo de 2016      | 2015-16   |
| Real Zaragoza | 1 – 0     | SD Huesca     | 4 de septiembre de 2016 | 2016-17   |
| SD Huesca     | 2 – 3     | Real Zaragoza | 4 de febrero de 2017    | 2016-17   |
| SD Huesca     | 3 – 1     | Real Zaragoza | 6 de noviembre de 2017  | 2017-18   |
| Real Zaragoza | 1 – 0     | SD Huesca     | 7 de abril de 2018      | 2017-18   |
| SD Huesca     | 2 – 1     | Real Zaragoza | 22 de diciembre de 2019 | 2019-20   |
| Real Zaragoza | 0 – 1     | SD Huesca     | 29 de junio de 2020     | 2019-20   |
| Real Zaragoza | 0 – 0     | SD Huesca     | 11 de octubre de 2021   | 2021-22   |
| SD Huesca     | 1 – 1     | Real Zaragoza | 17 de abril de 2022     | 2021-22   |
| Real Zaragoza | 3 – 0     | SD Huesca     | 10 de diciembre de 2022 | 2022-23   |
| SD Huesca     | 1 – 1     | Real Zaragoza | 19 de marzo de 2023     | 2022-23   |
| Real Zaragoza | 0 – 2     | SD Huesca     | 18 de noviembre de 2023 | 2023-24   |
| SD Huesca     | 1 – 2     | Real Zaragoza | 20 de abril de 2024     | 2023-24   |
| SD Huesca     | 1 – 1     | Real Zaragoza | 9 de noviembre de 2024  | 2024-25   |
| Real Zaragoza | 1 – 1     | SD Huesca     | 27 de abril de 2025     | 2024-25   |

### Copa del Rey
| Local         | Resultado | Visitante     | Fecha                    | Temporada |
| ------------- | --------- | ------------- | ------------------------ | --------- |
| Real Zaragoza | 1 – 1     | SD Huesca     | 25 de octubre de 1978    | 1978-79   |
| SD Huesca     | 0 – 1     | Real Zaragoza | 1 de noviembre de 1978   | 1978-79   |
| SD Huesca     | 2 – 2     | Real Zaragoza | 11 de septiembre de 1985 | 1985-86   |
| Real Zaragoza | 3 – 0     | SD Huesca     | 26 de septiembre de 1985 | 1985-86   |